# Ceptura
Ceptura là một xã thuộc hạt Prahova, România. Dân số thời điểm năm 2002 là 5290 người.